# Peggy Dow
Peggy Dow (nacida como Peggy Josephine Varnadow; 18 de marzo de 1928) es una filántropa y ex actriz estadounidense que tuvo una breve carrera (1949-52) en Hollywood, en Universal Studios, protagonizando películas durante la Edad de Oro, a finales de los años 40 y principios de los 50. Es quizás más conocida por sus papeles de enfermera Kelly en Harvey (1950) y Judy Greene en Bright Victory (1951).

## Primeros años
Nacida en Columbia, Misisipi, a los 4 años se trasladó con su familia a Covington, Luisiana. Cursó el bachillerato y los primeros años de universidad en el Gulf Park College de Gulfport, Misisipi (en la actualidad, el campus Gulf Park de la Universidad del Sur de Misisipi), y posteriormente terminó sus estudios en la Universidad del Noroeste de Illinois, donde actuó en obras de teatro y se licenció en la Escuela de Oratoria en 1948.

## Carrera
Tras una breve experiencia como modelo y en la radio, un agente de talentos se fijó en Dow y la contrató para un programa de televisión en febrero de 1949. Poco después, la Universal le ofreció un contrato de siete años. Dow hizo nueve películas, la más notable como enfermera Kelly en Harvey (1950), protagonizada por James Stewart, y coprotagonizó junto al nominado al Óscar al mejor actor Arthur Kennedy Bright Victory (1951). Tras aparecer en varios dramas policíacos, Dow tuvo papeles protagonistas en dos películas familiares de 1951, Reunion in Reno y You Never Can Tell.
Dow se retiró después de tres años en el negocio para casarse con Walter Helmerich III, un perforador petrolífero de Tulsa, Oklahoma, en 1951. Llegó a ser presidente de la empresa de su familia, Helmerich & Payne. Estuvieron casados 60 años, hasta la muerte de él en 2012. La pareja tuvo cinco hijos. Se convirtió en una activa defensora de las bibliotecas y otras organizaciones benéficas.
El premio Peggy V. Helmerich Distinguished Author Award, concedido anualmente desde 1985 a un autor distinguido por el Tulsa Library Trust, lleva su nombre en su honor. como la escuela de arte dramático de la Universidad de Oklahoma y el auditorio de la Annie May Swift Hall de la Facultad de Comunicación de la Universidad del Noroeste.

## Filmografía
- Your Show Time (Serie antológica de televisión) (1949)
- Undertow (1949)
- Woman in Hiding (1950)
- Shakedown (1950)
- The Sleeping City (1950)
- Harvey (1950)
- Bright Victory (1951)
- You Never Can Tell (1951)
- Reunion in Reno (1951)
- I Want You (1951)
- The Cases of Eddie Drake (serie de televisión) (1952)